# L-ラムノース-1-デヒドロゲナーゼ
L-ラムノース-1-デヒドロゲナーゼ（L-rhamnose 1-dehydrogenase）は、次の化学反応を触媒する酸化還元酵素である。
L-ラムノフラノース + NAD+ {\displaystyle \rightleftharpoons } L-ラムノ-1,4-ラクトン + NADH + H+
反応式の通り、この酵素の基質はL-ラムノフラノースとNAD+、生成物はL-ラムノ-1,4-ラクトンとNADHとH+である。
組織名はL-rhamnofuranose:NAD+ 1-oxidoreductaseである。